# 完澤溥化
沙德潤（？—？），原名完澤溥化，色目人（哈刺魯人），元朝政治人物。沙世堅後人， 松江鎮守達魯花赤抄兒赤（漢名「沙全」）之孫，泰定元年（1324年）在松江考取甲子科第三十六名進士，被授湖州路歸安縣丞。泰定五年（1328年）被升職任命為河南焉城縣縣令。
沙德潤與時任松江學政的其弟弟沙德滋俱以文采名滿江浙行省。元翰林學士吳澄曾評價其位：“以為今之軾、轍也”。